# 沃訥托里鄉 (雅西縣)

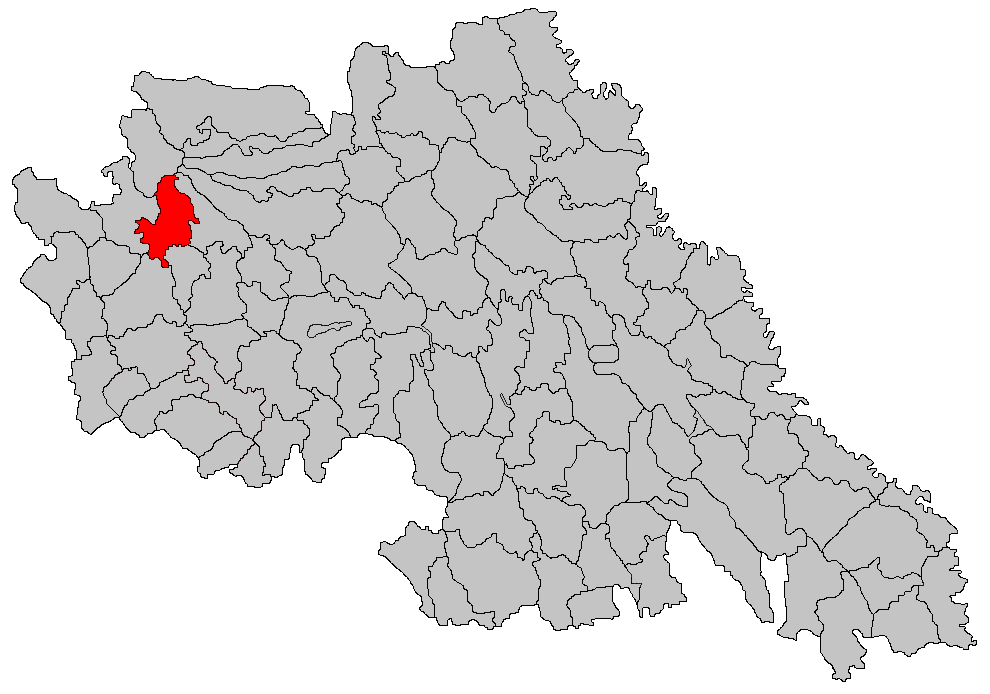

47°21′54″N 26°45′41″E / 47.36500°N 26.76139°E
沃訥托里鄉（羅馬尼亞語：Comuna Vânători, Iași），是羅馬尼亞的鄉份，位於該國東北部，由雅西縣負責管轄，面積52平方公里，海拔高度356米，2007年人口4,656，人口密度每平方公里89人。